# Better Oblivion Community Center (àlbum)
Better Oblivion Community Center és l'únic àlbum d'estudi del superduo nord-americà d'indie rock Better Oblivion Community Center, compost per Conor Oberst i Phoebe Bridgers. L'àlbum es va publicar el 24 de gener de 2019 a través de la discogràfica Dead Oceans.

## Música i temes
Will Hermes, de Rolling Stone, va anomenar la seva música " rock suau per a temps difícils", mentre que Sam Sodomsky de Pitchfork la va anomenar "àlbum de folk-rock molt unit".
L'àlbum és un àlbum conceptual sobre el centre comunitari Better Oblivion, un centre fictici distòpic.

## Publicació i promoció
L'àlbum va tenir un llançament elaborat amb fulletons críptics i una línia telefònica. Es va publicar amb només un dia d'avís oficial i sense cap senzill promocional per endavant, fet que Bridgers explica que va ser un esforç per evitar que la gent "fes suposicions sobre com sona tot el disc", ja que totes les cançons son diferents entre si.
El 29 de gener de 2019, la banda va anunciar la seva primera gira de concerts pels Estats Units i Europa juntament amb el llançament d'un vídeo musical per al seu senzill inicial, "Dylan Thomas", dirigit per Michelle Zauner de la banda Japanese Breakfast.

## Recepció crítica
Better Oblivion Community Center va rebre crítiques generalment positives de la crítica. A Metacritic, que assigna una puntuació normalitzada sobre 100 a les ressenyes de les publicacions principals, l'àlbum va rebre una puntuació mitjana de 78, basada en 24 ressenyes.
David Sackllah, dUnder the Radar, va dir: "Aquest és un disc cohesionat, creatiu i polièdric que alegrarà els fans d'ambdós artistes, alhora que ofereix l'espurna de màgia que tan poques vegades arriba amb aquest tipus de col·laboracions". Sam Walker-Smart de Clash va elogiar l'àlbum, afirmant que "la seva profunditat, les seves eleccions sonores valentes i la seva química el fan un disc gairebé perfecte". Sarah Murphy', escrivint per Exclaim!, va donar a l'àlbum un 8 sobre 10, afirmant "Les millors parts de l'àlbum... són els moments en què no sona exactament com res del que els dos artistes hagin publicat abans".

## Llistat de pistes
| Núm.          | Títol                           | Durada |
| ------------- | ------------------------------- | ------ |
| 1.            | «Didn't Know What I Was in For» | 4:03   |
| 2.            | «Sleepwalkin'»                  | 3:12   |
| 3.            | «Dylan Thomas»                  | 3:36   |
| 4.            | «Service Road»                  | 3:44   |
| 5.            | «Exception to the Rule»         | 2:51   |
| 6.            | «Chesapeake»                    | 4:04   |
| 7.            | «My City»                       | 4:04   |
| 8.            | «Forest Lawn»                   | 3:46   |
| 9.            | «Big Black Heart»               | 3:26   |
| 10.           | «Dominos»                       | 4:32   |
| Durada total: | Durada total:                   | 37:18  |